# Оже-спектроскопия

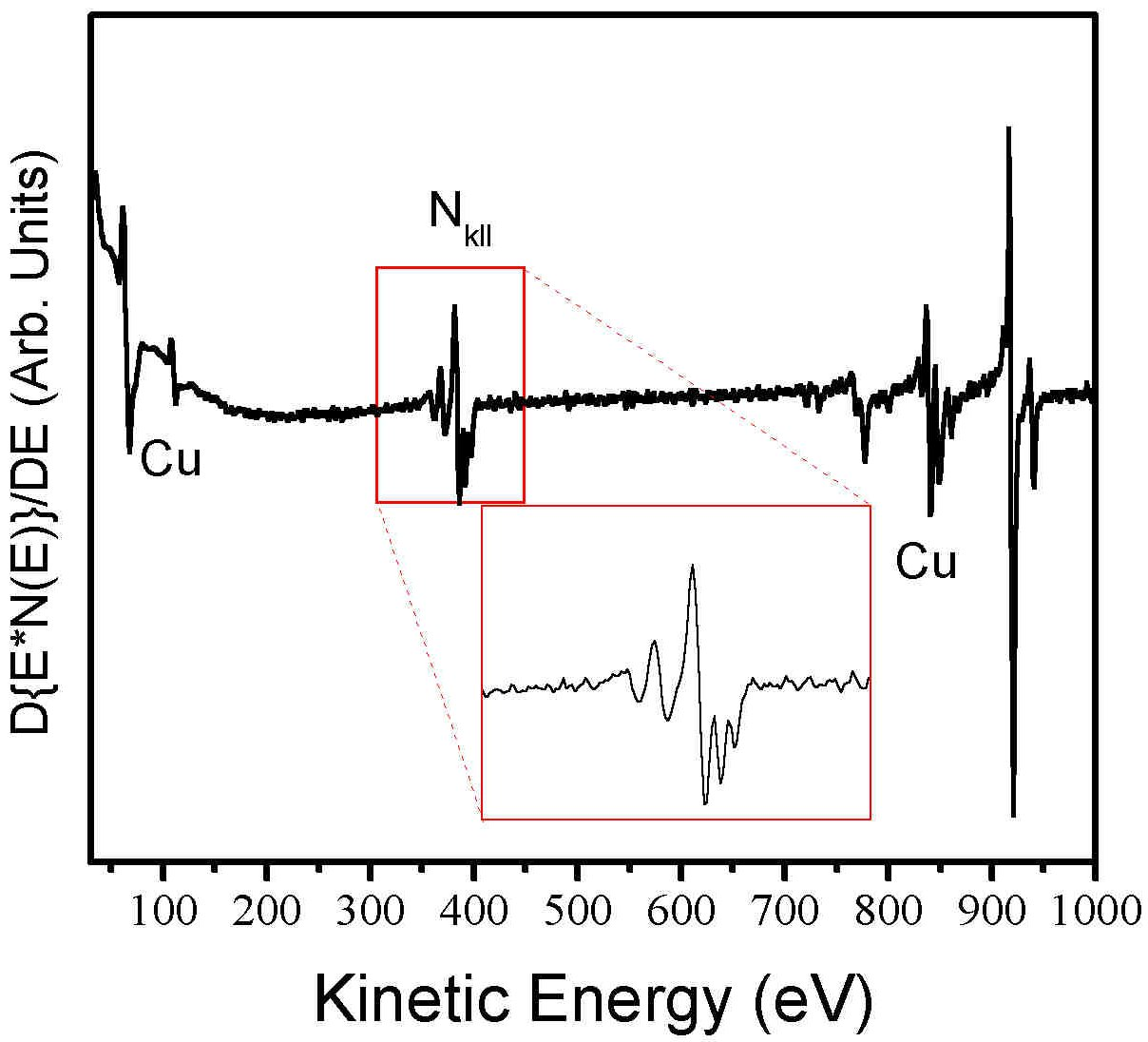
Производная Оже-спектра плёнки нитрида меди в зависимости от энергии. Различные пики для Cu и N видны с выделенным переходом N KLL.

 Оже-спектроскопия — метод электронной спектроскопии, основанный на анализе распределения по энергии электронов, возникших в результате Оже-эффекта.
По способу получения информации о поверхности методы анализа делятся на эмиссионные, в которых используется эмиссия частиц в результате воздействия на поверхность различных факторов (температура, электрическое поле), и зондирующие, основанных на эмиссии частиц или излучения, действующие на исследуемую поверхность. Метод электронной оже-спектроскопии относится к зондирующим методам. Он основан на анализе распределения энергии электронов, эмитированных исследуемым веществом под действием пучка первичных электронов, и выделении из общего энергетического спектра тех, которые возникли в результате оже-процесса. Их энергия определяется энергетической структурой оболочек атомов, участвующих в процессе, а ток в первом приближении — концентрацией таких атомов.
Оже-процессы проявляются при бомбардировке поверхности твердого тела медленными электронами с энергией E от 10 до 10000 эВ. Бомбардировка твердых тел в вакууме сопровождается вторичной электронной эмиссией. В состав вторичных электронов, эмитируемых, кроме собственно вторичных электронов, входят упруго- и неупругорассеянные первичные электроны.

## Природа Оже-электронов

Относительный вклад образования вакансий в электронных оболочках от эффекта Оже и рентгеновского радиационного перехода в зависимости от атомного номера химического элемента

При бомбардировке поверхности материала электронами с энергией, достаточной для ионизации одной из внутренних оболочек атома, например К, возникает первичная вакансия, которая моментально (за 10−16—10−14 с) заполняется электроном, перешедшим из другой оболочки атома, например М. В результате возникает вторичная вакансия. Если EK и EM — энергии, необходимые для переноса электрона с К и М уровней на бесконечность, то энергия, выделяемая при таком переходе, равна EK — EM. Эта разница в энергии может распределиться по разным каналам. С одной стороны, в виде выпущенного кванта характеристического рентгеновского излучения hv = EK — EM (радиационный переход), а с другой передана электрону внешней оболочки атома, например N (безызлучательный переход или оже-переход). Энергия |EK — EM| - EN может быть положительна (или равна нулю). В этом случае электрон эмитируется в вакуум и регистрируется как оже-электрон. Вероятность его выхода зависит от порядкового номера Z атомов изучаемого материала. Поскольку вероятность радиационного перехода с увеличением Z увеличивается (пропорционально Z4), вероятность появления оже-перехода при этом уменьшается. Так, для легких элементов она составляет примерно 95 %, а для элементов с Z>70 не превышает 10 %. Глубина выхода оже-электронов d0 в диапазоне энергий, которые имеют интерес для электронной оже-спектроскопии, составляет 5 — 10 моноатомных слоёв. Поэтому можно сказать, что информация, полученная этим методом, относится к приповерхностной области исследуемого образца.
Эмитированные электроны какого-либо элемента, возникшие в результате оже-процесса, всегда характеризуются некоторыми значениями энергии. Отсюда, если провести анализ по энергиям электронов, эмитированных веществом под действием пучка первичных электронов, выделить из общего энергетического спектра те электроны, которые возникли в результате оже-процесса и определить их энергии, то можно сделать вывод о наличии на поверхности того или иного элемента.

## Факторы, влияющие на интенсивность эмиссии оже-электронов
На интенсивность эмиссии оже-электронов существенно влияют различные факторы, такие как зависимость сечения ионизации внутренних уровней атомов от энергии первичных электронов, обратный поток рассеянных электронов, вероятность перехода атома в невозбужденное состояние с возникновением фотона и другие процессы.

## Зависимость сечения ионизации уровня от энергии электронов первичного пучка
Поскольку значение энергии первичных электронов Е является важным фактором при образовании в атомах первичных вакансий, её изменение должно существенно влиять на величину тока оже-электронов.

## Влияние угла падения первичных электронов на количество оже-электронов
Существенное влияние на ток оже-электронов оказывает геометрия процесса, а именно угол падения электронов на образец и угол регистрации оже-электронов. Речь идёт об угле между направлением пучка первичных электронов и нормалью к исследуемой поверхности и об угле между нормалью и направлением попадающих в детектор оже-электронов.